# Hypocophus bispinosa
Hypocophus bispinosa är en insektsart som först beskrevs av Lucien Chopard 1952.  Hypocophus bispinosa ingår i släktet Hypocophus och familjen Anostostomatidae. Inga underarter finns listade i Catalogue of Life.